# M129擲弾発射器
M129擲弾発射器とは、アメリカ空軍の任務に用いられた航空兵器である。この40mm口径の自動式擲弾発射器は、より初期に配備されたM75擲弾発射器から開発されたもので、高初速の40x53mm擲弾と、それよりは初速の低い40x46mm擲弾の両方を使うことができる。

## 概観

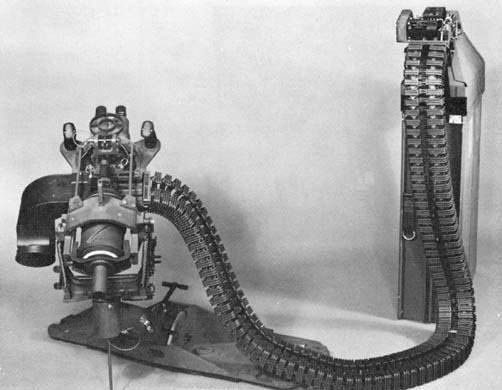
XM94システムの一部であるM129

M129擲弾発射器は、M75擲弾発射器を再設計したものである。これは反動を軽減し、搭載方法を改善、また毎分発射率をM75の225rpmから400rpmに増強している。
M129は、ヘリコプターの機首下部に搭載する（チン・ターレット）タイプのM28シリーズ兵装サブシステムに載せられ、AH-1G、AH-1Q、MOD AH-1S、また量産型のAH-1S コブラで使用された。M129の他の使用機は以下。
- AH-56 シャイアン XM51に搭載。
- UH-1H XM94に搭載。
- OH-6A XM8に搭載。
- OH-58 カイオワ XM8に搭載。

## 設計

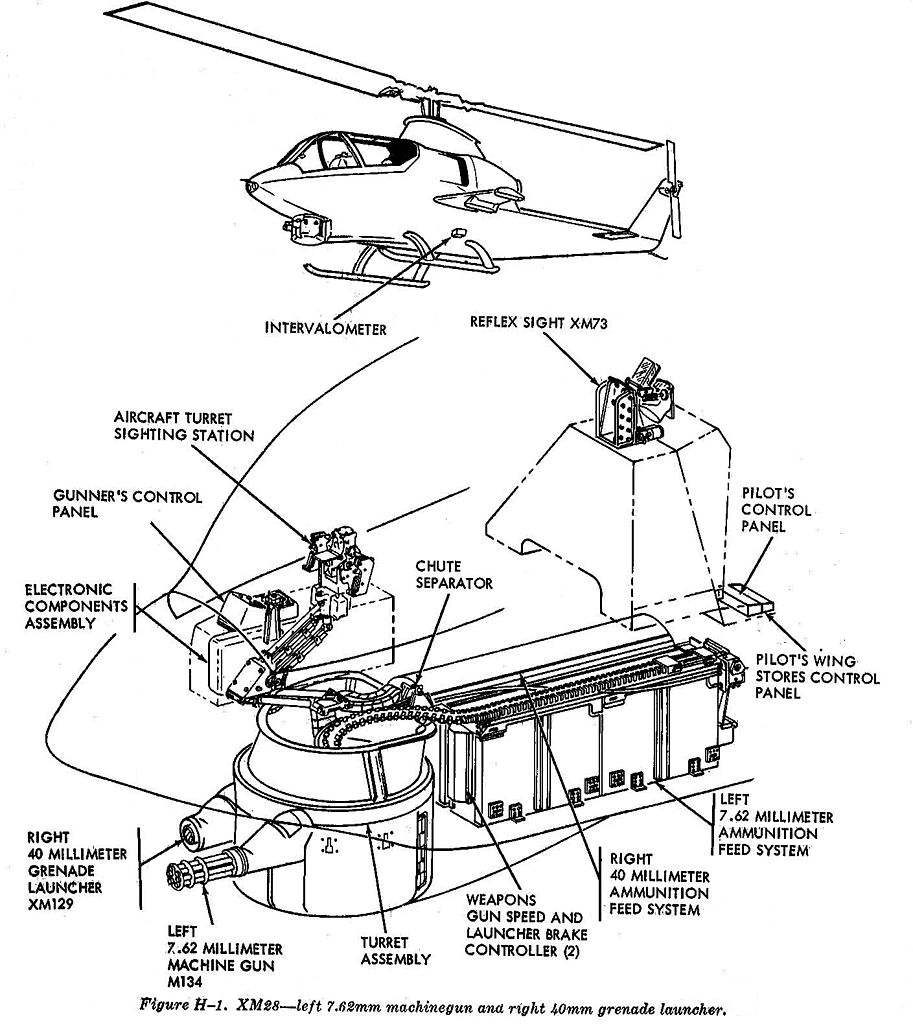
Schematic of the XM28兵装サブシステムの図。AH-1 コブラのXM129擲弾発射器が含まれる。

M129は旧式なM75を効果的に再設計したもので、同心円状の作動機構を組み込み、砲架を改良している。M75の主な問題点はトルクを生み出すことで、これは可動するドラムの下部に砲身が付いていたためである。M129では砲身がドラムと同心円状に配置され、過度なトルクは根絶された。
この兵器の作動機構はM75とほぼ同じである。この兵器の往復運動する砲身や作動機構はそのままに残されており、電気で駆動し、弾薬がベルト給弾される。他、幾つかの改良点がM129に加えられた。最も注目すべき点は、高初速擲弾と低初速擲弾を発射可能にするため追加された特別な給弾トレイである。また電気駆動、ハンドクランクによる手動を即座に切り替える機構がある。
発射トリガーを解除した際には、強力なブレーキユニットがいつでも発射器の砲身を前進位置（安全位置）で停止させられる。